# Linde (Gueldre)
Pour les articles homonymes, voir Linde.
Linde est une localité des Pays-Bas qui fait partie de la région d’Achterhoek, commune de Bronckhorst.